# Zaljevski rat
Zaljevski rat je naziv za oružani sukob koji se odigrao početkom 1991. godine između Iraka i međunarodne koalicije na čelu sa SAD-om, a kojemu je povod bila iračka invazija i zaposjedanje Kuvajta u kolovozu 1990. godine.
Nakon neuspjelih pokušaja da se iračko povlačenje iz Kuvajta ishodi diplomatskim putem i sankcijama, SAD i njegovi saveznici su 17. siječnja započeli zračno bombardiranje vojnih i civilnih ciljeva u Iraku i okupiranom Kuvajtu. Dana 24. veljače iz Saudijske Arabije pokrenuta je i kopnena ofenziva koja je za četiri dana izbacila iračku vojsku iz Kuvajta, pod savezničku kontrolu stavila veliki dio iračkog teritorija i prisilila Iračane na prihvaćanje savezničkih uvjeta primirja. 
U samom Iraku je nakon toga izbila pobuna protiv režima Sadama Huseina koja je vrlo brzo i brutalno ugušena. Jedino su Kurdi na sjeveru uspjeli očuvati de facto neovisnost stvaranjem tzv. sigurnosne zone pod američkim pokroviteljstvom. 
Rat je predstavljao veliku američku pobjedu, kojom je, po prvi put nakon Vijetnamskog rata, spektakularno demonstrirana moć jedine preostale svjetske supersile. Korištenjem moderne tehnologije i zrakoplovstva protiv koje iračka vojska nije imala odgovora, stvorena je percepcija da će u svim budućim sukobima Amerikanci uništavati neprijatelje kirurškim, ali razornim udarima, dok sami neće imati značajnijih gubitaka. 
Zaljevski se rat ponekad naziva Prvim zaljevskim ratom, kako bi se razlikovao od američke invazije na Irak 2003. godine koju neki nazivaju Drugim zaljevskim ratom. Prije se naziv Zaljevski rat koristio za Iračko-iranski rat.

## Vanjske poveznice
- Gulf War Guide – Iraq, U.S., UK Operation Desert storm  Arhivirana inačica izvorne stranice od 1. travnja 2018. (Wayback Machine)
- Master Index of Desert Storm Oral History Interviews  Arhivirana inačica izvorne stranice od 31. prosinca 2010. (Wayback Machine)
- Persian Gulf War
- 20th Anniversary of Desert Storm in Photos